# Who’s Got the Last Laugh Now?
Who’s Got the Last Laugh Now? ist das elfte Studioalbum der deutschen Techno-Band Scooter. Es wurde am 4. November 2005 veröffentlicht. Das Album enthält, wie fast jedes Scooter-Album, 12 Titel. Das Album belegte Platz 14 der deutschen Album-Charts, Platz 33 in Österreich und 44 in der Schweiz. In Norwegen erreichte es Platz 30 der Charts.
Das Album wurde produziert und gemischt von Rick J. Jordan und Jürgen Frosch (Jay Frog) und auf Scooters Eigenlabel Sheffield Tunes veröffentlicht. Die Texte wurden, sofern sie nicht aus bereits bekannten Liedern stammten, von H. P. Baxxter geschrieben.
Das Cover wurde von Marc Schilkowski gestaltet, der auch für weitere Scooter-Produktionen verantwortlich ist. Es zeigt ein Schwarz-Weiß-Foto mit Beimischungen von Rot, auf dem die Köpfe der lachenden Scooter-Mitglieder zu sehen sind. Die Fotografie stammt von Gabo.

## Trackliste
1. Lights Out (1:45)
2. Hello! (Good to Be Back) (3:33)
3. Privileged to Witness (4:32)
4. Rock Bottom (3:28)
5. The Leading Horse (3:25)
6. Take Me Baby (4:15)
7. Apache (2:58)
8. See Me, Feel Me (4:09)
9. Unity Without Words Part III (6:02)
10. Everlasting Love (4:22)
11. Seven Bridges (4:55)
12. Mesmerized (6:42)

## Musik
Das Lied Lights Out ist ein langsames Intro mit spärlich eingestreuten Beats und Frauenstimme. Hello! (Good To Be Back) beginnt mit dem Sample This Is Radio Freedom, gefolgt von Maschinengewehrfeuer, das aus dem Lied 3 AM Eternal der britischen Electronic-Gruppe The KLF stammt. Der Refrain stammt vom Lied Hello! Hello! I’m Back Again von Gary Glitter aus dem Jahr 1973. Die Backing Vocals stammen von Neil Witchard.
Privileged to Witness benutzt hochgepitchte Auszüge aus dem Lied Walking on the Moon der US-englischen Rockband The Police aus dem Jahre 1979.
Das Lied Rock Bottom bedient sich der Hauptmelodie von Jordan & Bakers Explode.
Mit The Leading Horse covern Scooter im Refrain das Lied The Four Horsemen der griechischen Progressivrockband Aphrodite’s Child aus dem Jahr 1971. Der von H. P. Baxxter dazwischen gesungene Text entspricht nicht dem Originaltext, der sich auf die Vier apokalyptischen Reiter der Offenbarung des Johannes bezieht.
Take Me Baby ist eine härtere Version des gleichnamigen Lied des finnischen Sängers Jimi Tenor aus den frühen 1990ern. Apache enthält den Gitarrenpart aus dem gleichnamigen Lied, das im Jahr 1960 von Jerry Lordan für die britische Gruppe The Shadows geschrieben wurde und auch durch eine Version der Sugarhill Gang in den frühen 1980ern bekannt wurde. Scooter sind nicht die erste Technoband, die dieses Instrumental verwenden, so wurde es unter anderem auch im Jahr 1999 von Moby gecovert.
See Me, Feel Me benutzt den Refrain aus Dee D. Jacksons Automatic Lover aus dem Jahr 1978. Gesungen wurde er von der Scooter-Backgroundsängerin Nikk, im Lied dann hochgepitcht wiedergegeben. Das zehnte Lied, Everlasting Love, beinhaltet den Refrain von Robert Knights gleichnamigen Lied aus dem Jahr 1967. Geschrieben wurde es von Buzz Cason und von unzähligen Künstlern gecovert, so auch von Sandra, Gloria Estefan und U2.
Das zweitletzte Lied Seven Bridges ist eine Techno-Adaption des Karat-Hits Über sieben Brücken mußt Du geh’n aus dem Jahr 1978. Der Refrain wird als „La-La-La“ von einer Menge intoniert. Das abschließende Mesmerized ist ein reines Instrumental-Trance-Stück.

## Singles

### Hello! (Good to Be Back)
Die Single wurde am 14. Oktober 2005 veröffentlicht und erreichte Platz 3 der finnischen Charts. In Deutschland schaffte es die Single auf Rang 14, in Österreich auf Platz 23, in der Schweiz auf Platz 36 und in den Niederlanden auf den 43. Rang.
Das Video zur Single wurde in den USA gedreht. Es spielt in Chicago und zeigt die Scooter-Mitglieder vor der Stadtkulisse, in Limousinen mit leichtbekleideten jungen Frauen sowie auf der Bühne während eines Konzertes.

#### Trackliste
1. Hello! (Good to Be Back) – Radio Edit (3:35)
2. Hello! (Good to Be Back) – Club Mix (7:43)
3. Hello! (Good to Be Back) – Extended (5:52)
4. Path (3:36)

### Apache Rocks the Bottom!
Die Single erschien am 30. Dezember 2005. Sie ist in dieser Form nicht auf dem Album enthalten, sondern ist ein Mix zwischen den beiden Album-Tracks Rock Bottom und Apache. Die Single schaffte u. a. Platz 2 in Finnland, Platz 5 in Dänemark und Platz 24 in Deutschland. In Österreich belegte der Song Rang 23, in der Schweiz nur Platz 54.

#### Trackliste
1. Apache Rocks the Bottom! – Radio Edit (3:45)
2. Apache Rocks the Bottom! – Extended (5:47)
3. Apache Rocks the Bottom! – Dub Mix (5:57)
4. Apache Rocks the Bottom! – Club Mix (5:30)
5. Apache Rocks the Bottom! – Snippet (0:30)
6. Countdown (1:41)